# Rachael Harris
Rachael Harris, född 12 januari 1968 i Worthington, Ohio, är en amerikansk skådespelare.
Harris har bland annat medverkat i TV-serien Goosebumps. Hon har även medverkat i filmerna Old Dads och Natt på museet: Gravkammarens hemlighet.

## Filmografi (i urval)
- 2007–2010 – Notes from the Underbelly (TV-serie)
- 2007 – Bröllopsprovet
- 2009 – Baksmällan
- 2014 – Natt på museet: Gravkammarens hemlighet
- 2023 – Old Dads
- 2023 – Goosebumps (TV-serie)
- 2024 – Unfrosted: The Pop-Tart Story
- 2024 – Mother of the Bride